# Kęstutis Šapka
Kęstutis Šapka (* 15. listopadu 1949, Vilnius, Litevská SSR) je bývalý sovětský atlet litevské národnosti, mistr Evropy a halový mistr Evropy ve skoku do výšky.
V roce 1972 reprezentoval na letních olympijských hrách v Mnichově, kde ve finále skončil s výkonem 215 cm na děleném dvanáctém místě.  V roce 1971 se stal mistrem Evropy ve skoku do výšky. V sezóně 1974 nejdřív zvítězil na halovém mistrovsvtví Evropy, na podzim vybojoval stříbrnou medaili na evropském šampionátu v Římě.